# Зогу, Адиля
Адиля Зогу (алб. Adile Zogu; 9 апреля 1890, Бургайет, Мати, Османская империя — 6 февраля 1966, Париж, Франция) — албанская принцесса, старшая сестра короля Албании Ахмета Зогу.

## Ранние годы
Как и в случае всех сестёр Ахмета Зогу, существует некоторая путаница относительно даты рождения Адили. В период правления в Албании династии Зогу три младшие сестры короля: Музейен, Рухия и Маджида (все были незамужними) стали очень стесняться своего возраста. По мере того как они становились старше, их «официальные» даты рождения сдвигались вперёд, а возрасты Адили и Нафии были точно так же скорректированы, чтобы не было подозрительной разницы в возрасте сестёр. В итоге официально годом рождения Адили считался 1894, хотя 1890 или 1891 является более вероятной датой. На её же могиле отмечен 1890 год.

## Замужество и последующие годы
В 1909 году Адиля вышла замуж за Эмин-бея Аголи-Дошишти (1890—1988). Он происходил из знатной семьи, владевшей солидной недвижимостью близ Охридского озера. Этот брак, вероятно, был устроен её матерью за много лет до этого. У супругов было пятеро детей. Они расстались приблизительно в 1925 году, хотя официально так и не развелись. Адиля заведовала делами резиденции, в которой она и её сестры (а также королева-мать до 1934 года) жили, в то время как младшие принцессы мало смыслили в домашнем хозяйстве. В первый период существования Албанского королевства она долгое время отсутствовала в стране. Связано это было с тем, что она и её младшая дочь Дануш заболели туберкулёзом и несколько лет провели в санатории в Швейцарии, прежде чем окончательно выздоровели и вернулись в Албанию.
После свержения монархии во время итальянского вторжения в Албанию в 1939 году Адиля вместе с Зогу перебралась в Англию. После его отъезда в Египет она осталась там и поселилась в Хенли-он-Темсе вместе с двумя дочерьми, получившими английское образование, и свояченицей — принцессой Рухиёй Джелаль Зоголи (1881—1956). В конце 1950-х она присоединилась к своим братьям и сёстрам во Франции. После смерти Ахмета Зогу в 1961 году Адиля проживала в Париже со своим старшим сыном Салихом до самой своей кончины в 1966 году.

## Дети
От брака Эмином-беем Аголи-Дошишти у неё было пять детей:
- Салих Дошишти (1913 — 1983), женат не был. Детей не имел.
- Хусейн Дошишти (1914 — ?), был женат на Асме Черчистопалли (1926—2004). Имел сына и дочь.
- Шерафедин Дошишти (26 мая 1921 — июнь 1965), был женат на Елене Джордан (ум. 2005). Имел одного сына.
- Тери Дошишти (10 сентября 1921 — октябрь 2001), 19 сентября 1946 года вышла замуж за Роберта Генри Купера (1922—1994). Супруги имели двух сыновей.
- Дануша Дошишти (29 июля 1925 — 11 октября 1999), была замужем за Роберт Роудабушем-младшим (1919—2010). Супруги имели троих детей[4].